# 프란스 얀선스
프란스 얀선스(Frans Janssens, 1945년 9월 25일 ~ 2024년 1월 8일)는 벨기에의 축구인이다.

## 생애
그의 KFC 투른호우트에서 프로 데뷔를 했으며 리르서 SK에서 공격수로 기량을 만개했다. 덕분에 그는 1970년 FIFA 월드컵과 UEFA 유로 1972 대회에서 벨기에 대표팀 승선에 성공했다. 이후 신트니클라서 SK를 거쳐 KVVOG 보셀라르에서 선수 생활을 마감했다. 2024년 1월 8일에 향년 78세를 일기로 사망했다.